# Odbiór energii elektrycznej
Odbiór energii elektrycznej – termin określający moc lub energię elektryczną pobieraną w sposób ciągły lub przerywany przez odbiornik lub zespół odbiorników. Odbiorem jest na przykład moc odbierana przez odbiorniki zainstalowane w budynku mieszkalnym, moc odbierana przez odbiorniki w zakładzie przemysłowym zasilanym z sieci średniego napięcia za pośrednictwem własnej stacji transformatorowej. 
Odbiory można podzielić na grupy odbiorców:
- przemysłowych
- miejskich
- wiejskich.

W sieciach rozdzielczych należy wyraźnie rozróżniać odbiorców i odbiory. Odbiorca energii elektrycznej jest to pojęcie prawne określające jednostkę wyposażoną w urządzenie do pomiaru energii elektrycznej. Natomiast odbiorca to pojęcie techniczne określające jednostkę pobierającą moc i energię z urządzeń rozdzielczych. 
Różnicę między odbiorcą a odbiorem najwyraźniej obserwuje się w rozdzielczych sieciach miejskich nN. Budynek wielokondygnacyjny jest odbiorem dla linii rozdzielczej, która go zasila. W budynku takim może być wielu odbiorców, z których każdy ma własny układ do rozliczeń pobranej energii. 

## Odbiór kompleksowy energii elektrycznej
Z punktu widzenia regulacji mocy i częstotliwości istotna jest praca źródeł wytwarzania i sieci przesyłowych WN, a odpływy mocy do sieci rozdzielczych traktowane jest jako odbiory. Model odbioru w analizie wysokich i najwyższych napięć w ogólnym przypadku jest odwzorowaniem wypadkowego funkcjonowania licznego zbioru pojedynczych odbiorników, bez uwzględniania wzajemnych relacji między tymi odbiornikami. Ze względu na powyższe podejście, odbiory tego typu określane są mianem odbiorów kompleksowych.
Moc pobierana przez odbiór kompleksowy składa się z sumy mocy pobieranych przez odbiorniki przyłączone do zasilających je sieci rozdzielczych oraz strat mocy w sieciach rozdzielczych pomniejszonej o sumę mocy generacji rozproszonej w danej sieci rozdzielczej. Sumę mocy pobieranych przez wszystkie odbiory kompleksowe powiększoną o straty mocy w sieci przesyłowej nazywa się mocą pobieraną lub mocą obciążenia systemu elektroenergetycznego. W uproszczonych rozważaniach straty mocy w sieci przesyłowej są często pomijane i wtedy przyjmuje się, że obciążenie SEE jest równe mocy pobieranej przez odbiory kompleksowe.
Ponieważ odbiór kompleksowy może zawierać elementy o różnej dynamice, stąd w ogólnym przypadku modele odbioru kompleksowego można podzielić na statyczne i dynamiczne.